# Boy (musikgrupp)
Boy, i marknadsföringssyfte skrivet BOY, bildat 2007, är en tysk-schweizisk musikgrupp. 

## Karriär
Gruppen består av duon Valeska Steiner från Schweiz och Sonja Glass från Tyskland. De två träffades när de båda studerade vid Hochschule für Musik und Theater Hamburg. De upptäcktes år 2011 och fick ett skivkontrakt med Grönland Records. Samma år gav de ut sitt debutalbum Mutual Friends. Det nådde sjätte plats på den schweiziska albumlistan och nionde plats på den tyska albumlistan. Det hade även en viss framgång i Österrike och Frankrike. Vid European Border Breakers Awards år 2012 tog de emot ett pris för albumet. Deras debutsingel "Little Numbers" nådde plats 56 på den schweiziska singellistan och 65 på den tyska. Låten blev ytterligare populär efter att den användes i en reklamfilm för Lufthansa i mitten av 2012. Den tillhörande musikvideon hade i mars 2013 visats fler än 7,8 miljoner gånger. Gruppen har släppt ytterligare tre singlar under 2011 och 2012.
Under 2013 gjorde bandet som allra första turné i USA med ett helt utsålt framförande på Joe's Pub I New York.
2015 släppte Boy sitt andra album We were here efter två års frånvaro.

## Diskografi

### Album
- 2011 – Mutual Friends
- 2015 – We were here

### Singlar
- 2011 – "Little Numbers"
- 2011 – "Waitress"
- 2012 – "Drive Darling"
- 2012 – "Oh Boy"
- 2015 – "We are here"
- 2015 – "Hit my heart"
- 2016 – "Fear"